# 華亦祥
華亦祥（?—?），字缵长，号鹅湖，又号惕中。江南无锡人。清朝翰林，榜眼及第。

## 生平
父华敷施。顺治十四年（1657年）参加丁酉科乡试中举。顺治十六年（1659年）殿试登进士一甲第二名（榜眼），授编修，徐元文為狀元，叶方蔼為探花。顺治十八年（1661年）任会试同考官。康熙初年（1662年）华亦祥陪康熙帝到北京西郊香山，康熙帝向僧人禮拜，華亦祥忍耐不語，康熙一走，華亦祥便拿棍子毆打僧人，還骂道：“你是甚麼人，竟敢受天子禮拜？”僧答道：“天子不是拜我，是拜佛！”华亦祥則回答：“我不是打你，是打佛。”僧稱：“阿彌陀佛，善知識”。侍母至孝，愛及族人，“曲沃天伦，尤恤乡旧”。累迁弘文院侍读学士。為官清廉，卒時，无以成殓。徐元文與叶方蔼为他處理丧葬事宜。

## 佚事
《清稗類鈔》記其毆打傲慢僧人之事。